# Bukowiec (389 m)
Bukowiec – wzgórze (389 m) na Pogórzu Wiśnickim. Znajduje się na granicy miejscowości Połom Duży, Lipnica Górna i Leksandrowa w województwie małopolskim, na terenie Wiśnicko-Lipnickiego Park Krajobrazowego. Jest typowym dla Pogórza Wiśnickiego  płaskim wzgórzem o łagodnych zboczach, zbudowanym z fliszu karpackiego.  Spływają z niego niewielkie potoki będące źródłowymi ciekami Leksandrówki (dopływ Uszwicy). Południowym obrzeżem Bukowca biegnie, trzeciorzędna droga z Połomia Dużego do Borównej.
Bukowiec porośnięty jest lasem – buczyną karpacką, w której dominuje buk (stąd nazwa wzgórza). Na obszarze wzgórza, w niewysokim zagłębieniu terenu powstałym w wyniku erozji znajdują się dwa bardzo charakterystyczne ostańce skalne (tzw. Kamień Grzyb), będące pomnikiem przyrody. Ostańce te, wraz z fragmentem bujnej buczyny karpackiej wchodzą w skład rezerwatu przyrody Kamień Grzyb.

## Szlaki turystyki pieszej
– niebieski: Bochnia – Nowy Wiśnicz – Kamień Grzyb – Paprotna (obok Kamieni Brodzińskiego) – Rajbrot – Łopusze – Przełęcz Rozdziele – góra Kamionna – Pasierbiecka Góra – Tymbark.